# Generalny Plan Wschodni

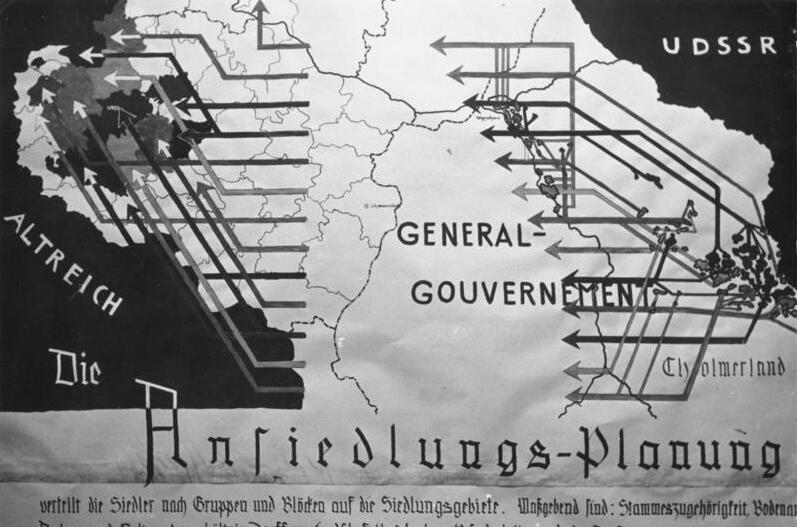
Tereny na ziemi chełmskiej i Lubelszczyźnie, z których przesiedlano volksdeutschów w ramach akcji zwanej Cholmeraktion do Kraju Warty w miejsca po wysiedlonych Polakach

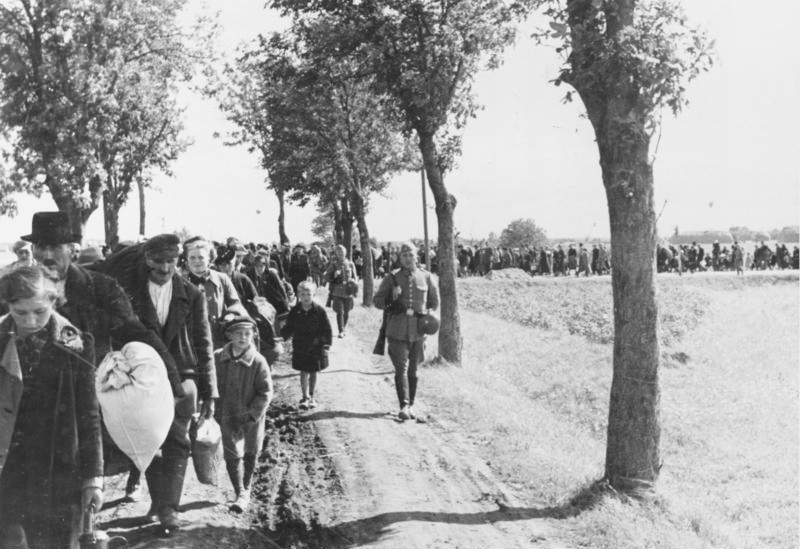
Wysiedlenia Polaków z Kraju Warty (1939)

Generalny Plan Wschodni (niem. Generalplan Ost, GPO) – nazistowski plan osiedleńczy i germanizacyjny terytoriów Europy Środkowo-Wschodniej i Wschodniej, położonych na wschód od granicy III Rzeszy sprzed września 1939.
Generalny Plan Wschodni wynikał z wcześniejszych założeń narodowosocjalistycznych idei zdobycia „przestrzeni życiowej” (niem. Lebensraum), należnej, według doktryny niemieckiego narodowego socjalizmu, niemieckiej „rasie panów” (niem. Herrenvolk, Herrenrasse), oraz hitlerowskiej interpretacji ideologii Drang nach Osten.

## Ogólne założenia planu

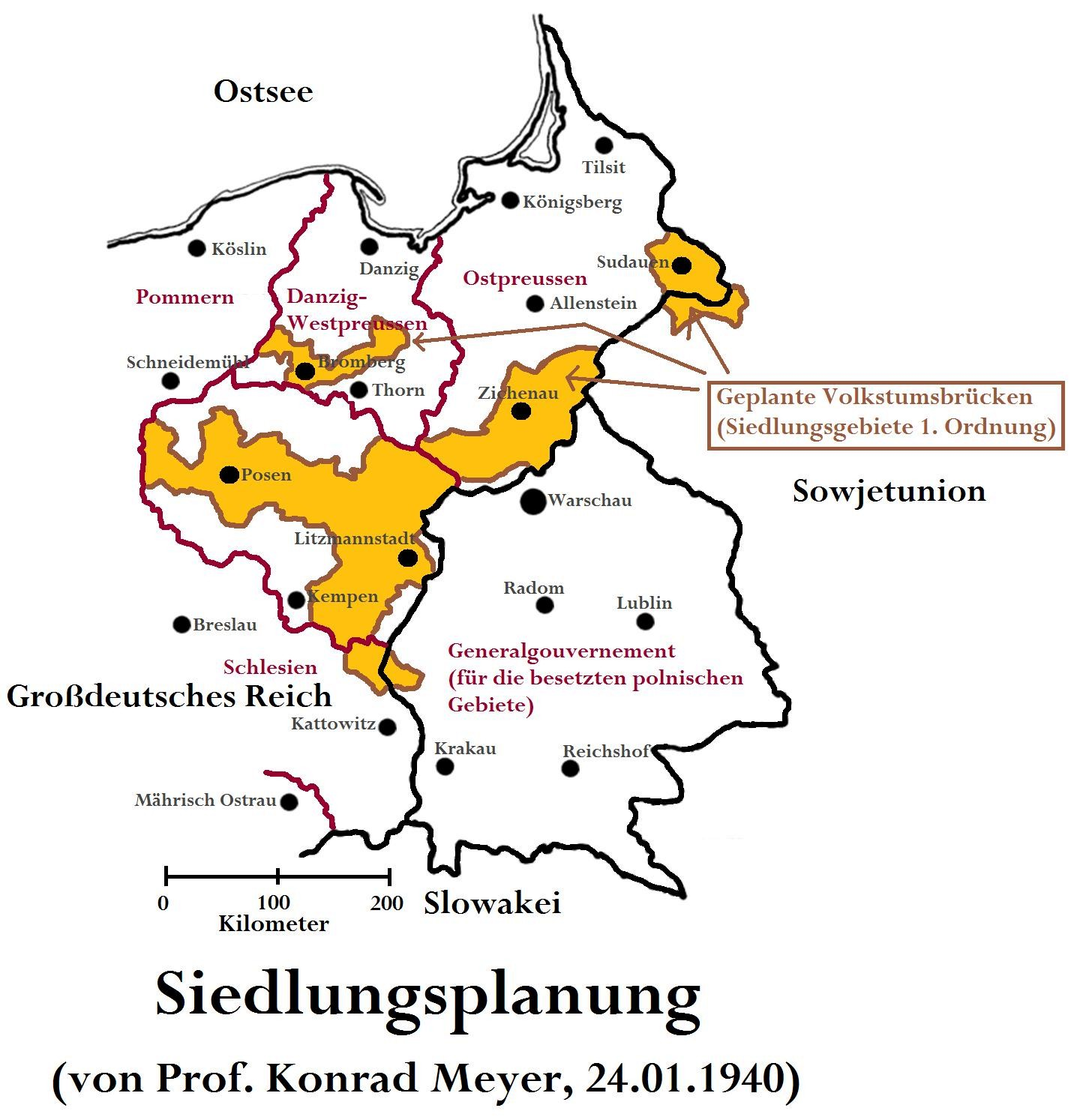
Planowany tzw. Volkstumsbrücken, tj. obszary w pełni zasiedlone przez Niemców (Siedlungsplanung Warthegau)

Teren objęty planem miał rozciągać się do linii jeziora Ładoga na północy i Morza Czarnego na południu, na wschód od granic III Rzeszy z września 1939 lub, jak podaje część historyków, z marca 1939. W tym celu planowano wyniszczenie i/lub wysiedlenie większości miejscowej ludności słowiańskiej, którą nazistowska polityka rasowa, opierająca się na założeniach niemieckiej eugeniki, określała jako „niższe rasy słowiańskie – podludzi” (niem. slawische Untermenschen) i osiedlenie na ich miejsce Niemców i Germanów z innych części Europy. Planem GPO zamierzano objąć także 5-6 mln Żydów zamieszkujących Europę Wschodnią. Plan ten zamierzano urzeczywistnić w oparciu o zwycięstwa Wehrmachtu na wschodzie, ostatecznie planując utworzenie „Wielkogermańskiej Rzeszy” (niem. das Grossgermanische Reich) i ustanowienie tzw. „Nowego Ładu” (niem. Neue Ordnung), a w końcu realizacji głównego celu II wojny światowej – panowania Niemiec nad światem (niem. Weltherrschaft).
Głównymi założeniami „Nowego Ładu” miały być: hegemonia III Rzeszy od Portugalii do Uralu, całkowita eksterminacja Żydów oraz większości Słowian, a także germanizacja, przesiedlenia lub fizyczne wyniszczenie innych pomniejszych grup ludnościowych, których odpowiednia część zostałaby zakwalifikowana jako „małowartościowa” pod względem rasowym. W stosunku do Rosjan zalecano całkowite biologiczne unicestwienie metodą wstrzymania przyrostu naturalnego. Zamierzano pozostawić ok. 3-4 lub 8 mln Polaków w charakterze niewolniczej siły roboczej.
Plany te częściowo opierały się na wcześniejszych koncepcjach i założeniach Niemiec z I wojny światowej (takich jak tzw. polski pas graniczny), które również przewidywały podobne rozwiązania jak wypędzenia Polaków i Żydów oraz osadnictwo niemieckie na terenach Europy Środkowo-Wschodniej.

## Dokumentacja
Generalplan Ost został opracowany na zlecenie najwyższych władz III Rzeszy. Powstał w Głównym Urzędzie Bezpieczeństwa Rzeszy pod kierunkiem Heinricha Himmlera w roku 1941. Autorem planu był SS-Standartenführer, dr med. Hans Ehlich. GPO jako dokument ściśle tajny został skopiowany w kilku egzemplarzach, które zniszczono po II wojnie światowej.
Nigdy nie odnaleziono oryginału dokumentu. Treść planu odtworzono na podstawie zeznań Ehlicha i innych niemieckich funkcjonariuszy na procesach norymberskich, oraz komentarzy i ekspertyz m.in. dokumentu z 27 maja 1942 (Ocena i uwagi do generalnego planu wschodniego reichsfūhrera SS) autorstwa dr. Erharda Wetzela – kierownika Centrali Doradczej Urzędu Polityki Rasowej NSDAP, oraz memoriału SS-Oberführera, prof. Konrada Meyer-Hetlinga, pełniącego wówczas funkcję kierownika Instytutu do Spraw Rolnictwa i Polityki Rolnej przy Uniwersytecie Berlińskim (od 1949 przemianowany na Uniwersytet Humboldtów) oraz innych dokumentów. Wynikało z nich także znaczne zwiększenie zainteresowania planem ze strony nazistów po rozpoczętej 22 czerwca 1941 agresji Niemiec na ZSRR.
Według Alexandra Dolezalka, jednego z bohaterów książki Krzysztofa Kąkolewskiego pt. Co u pana słychać? poświęconej niemieckim zbrodniarzom wojennym, „były co najmniej trzy plany wschodnie”. Dolezalek bezpośrednio zajmował się kwestiami demograficznymi w okresie okupacji Polski. W okresie tym w Poznaniu oraz Łodzi pełnił funkcję szefa Sztabu Planowania Komendy SS do Spraw Zasiedlania oraz był współautorem jednego z niezrealizowanych wersji planów jakie powstały w związku z Generalplan Ost. 28 lutego 1941 roku w Łodzi napisał na ten temat „Memoriał w sprawie polskiej”, gdzie zaproponował w pierwszym rzędzie wysiedlanie Polaków „gorszych rasowo”, a także germanizację inteligencji oraz bogatszych warstw i „neutralizację” oraz wysiedlenie całej reszty.

## Fazy planu

Mapa do dokumentu nr. 5: Generalny plan wschodni ukazujący cele ekspansji na kraje bałtyckie, Polskę, Białoruś, Ukrainę oraz Krym (Plan Instytutu rolnictwa oraz polityki agrarnej Uniwersytetu Humboldtów w Berlinie)

Generalplan Ost określał generalną koncepcję nazistowskich zmian w Europie, w rzeczywistości składał się z kilkunastu dużych i kilkudziesięciu pomniejszych planów, realizowanych równolegle – generalnie realizacja GPO podzielona była na dwie fazy: tzw. „Mały Plan” (niem. Kleine Planung) realizowany w czasie wojny oraz tzw. „Duży Plan” (niem. Grosse Planung), który miał być realizowany przez 30 lat po II wojnie światowej. Plan realizacji głównych elementów GPO, czyli „Małego Planu” oraz „Dużego Planu” wymagał szeregu posunięć i decyzji o charakterze politycznym, ekonomicznym, jak również działań nazistowskiego aparatu represji i wojskowych – wzajemnie komplementarnych i uzupełniających się.

### Duży Plan

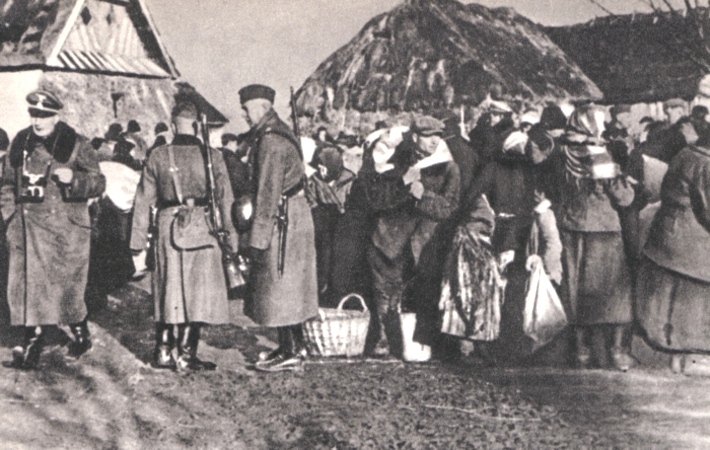
Wysiedlanie Polaków z Zamojszczyzny, w ramach Generalnego Planu Wschodniego, zima 1942/1943

Realizację „Dużego Planu” przyspieszono w czerwcu 1942 i po skróceniu rozpoczęto w listopadzie 1942 akcję wysiedleńczą ludności polskiej na Zamojszczyźnie na terenie Generalnego Gubernatorstwa, która objęła 110 000 Polaków, będąc zarazem pierwszą operacją „Dużego Planu” w ramach GPO. Akcja nie została wykonana według pierwotnych założeń z powodu akcji obronnej polskiego podziemia, znanej jako powstanie zamojskie – tym samym realizację „Dużego Planu” przesunięto ostatecznie na okres powojenny.
Jednym z elementów „Dużego Planu” w ramach GPO, przeprowadzonym w późniejszym terminie, była akcja tzw. ostatecznego rozwiązania kwestii żydowskiej (niem. die Endlösung der Judenfrage), w ramach której wymordowano kilka milionów Żydów zamieszkałych na obszarze, który wówczas obejmował swoim zasięgiem Generalny Plan Wschodni. W ramach Akcji Reinhard (niem. Einsatz Reinhard) na terenie Generalnego Gubernatorstwa zginęło w obozach zagłady 2 mln Żydów.
Ostatecznym celem „Dużego Planu” była germanizacja elementów „wartościowych rasowo”, czyli osobników posiadających z punktu widzenia niemieckiej eugeniki pożądane cechy rasowe, przekształcenie grupy ok. 14 mln ludzi w niewolników w charakterze siły roboczej oraz wysiedlenie na Syberię lub wyniszczenie 51 milionów Słowian (w tym 80-85% Polaków, 50% Czechów i Morawian, 65% Ukraińców i 75% Białorusinów a także bliżej nieokreśloną liczbę Rosjan i Tatarów Krymskich). Na terenach przeznaczonych pod kolonizację planowano osiedlić w ciągu pierwszych 10 lat realizacji planu Heim ins Reich 4 mln osadników niemieckich, a w dalszych latach jeszcze 6 mln. W „Uwagach i propozycjach Reichsführera do Generalnego Planu Ost” z 27 kwietnia 1942 dr Wetzel sprzeciwił się masowemu wymordowaniu Polaków, sugerując, że obciążyłoby to sumienie narodu niemieckiego i nastawiłoby przeciwko Niemcom pozostałe narody europejskie, zasugerował ich przesiedlenie do Ameryki Południowej, szczególnie do Brazylii.

### Mały Plan
Założeniami „Małego Planu” były działania realizowane już w trakcie wojny – w ramach podboju Europy Środkowo-Wschodniej, którego plany opracowywano jeszcze przed wojną począwszy od momentu zawarcia polsko-niemieckiego paktu o nieagresji z 1934. Najistotniejszym elementem „Małego Planu” był zamiar fizycznej likwidacji warstw przywódczych narodu polskiego, a następnie pozostałej części Polaków określanych jako „niebezpieczni”.
„Mały Plan” był w większości swoich założeń kontynuacją planów dotyczących Polski opracowywanych od połowy lat 30. – w maju 1939 w jednostce niemieckiego kontrwywiadu, Głównym Urzędzie SD Reichsfuhrera SS utworzono specjalną komórkę Zentralstelle II/P (Polen), zajmującą się sporządzaniem list osób przeznaczonych do ujęcia w Polsce, uznanych za potencjalne zagrożenie dla nazistowskich planów. Podobne listy sporządzała berlińska centrala tajnej policji Gestapo, ze szczególnym uwzględnieniem Polaków wrogo nastawionych do niemczyzny. Na podstawie obu tych list sporządzono ostatecznie „księgę gończą” tzw. Sonderfahndungsbuch Polen – zawierała ona w porządku alfabetycznym 61 000 nazwisk wybitnych Polaków (działaczy społecznych i politycznych, ludzi kultury, nauki i sztuki, uczestników powstania wielkopolskiego, aktywistów plebiscytowych na Mazurach, Warmii oraz Śląsku, członków Polskiego Związku Zachodniego i Związku Polaków w Niemczech). W początkowej fazie okupacji 90% nazwisk Polaków przeznaczonych do umieszczenia w obozach koncentracyjnych zostało wskazanych przez Niemców mieszkających w Polsce. Także i znaczna część masowych mordów w roku 1939 na polskiej inteligencji została dokonana przez bojówki niemieckiej mniejszości zgrupowane w organizacji Volksdeutscher Selbstschutz. Główne akcje realizowane były już od 1939:
- Unternehmen „Tannenberg” – w okresie tzw. zarządu wojskowego, od 1 września 1939 do 25 października 1939 dokonano zagłady polskiej inteligencji z listy Sonderfahndungsbuch Polen, w sumie wymordowano 20 000 Polaków w 760 zbiorowych egzekucjach.

W ramach tzw. „Akcji Inteligencja” (niem. Intelligenzaktion), wymierzoną w polską elitę intelektualną wymordowano ogółem 40 000 Polaków, w tym samym czasie wysłano do obozów koncentracyjnych dalsze 20 000 Polaków, z których przeżył jedynie znikomy procent. „Akcja Inteligencja” przebiegała z różnym nasileniem w poszczególnych rejonach okupowanej Polski:
- Intelligenzaktion na Pomorzu – akcja przeprowadzona jesienią[19] 1939 na Pomorzu, w sumie zamordowano 23 000[3] Polaków.
- Intelligenzaktion Posen – akcja z jesieni[19] 1939, 2 000 ofiar śmiertelnych z Poznania, ogółem w czasie Operacji Tannenberg w Wielkopolsce poniosło śmierć 10 000 Polaków[3].
- Intelligenzaktion Masovien – akcja przeprowadzona na przełomie 1939 i 1940 – ok. 6 700 ofiar śmiertelnych, głównie z miast: Ostrołęka, Wyszków, Ciechanów, Wysokie Mazowieckie, Giełczyn pod Łomżą.
- Intelligenzaktion Schlesien – akcja przeprowadzona na Śląsku wiosną 1940, zamordowano 2 000 Polaków.
- Intelligenzaktion Litzmannstadt – akcja przeprowadzona w Łodzi w dniach 9 i 10 listopada 1939, rozstrzelano 1 500 osób.
- Sonderaktion Krakau – akcja specjalna, w ramach której aresztowano 183 pracowników naukowych i wywieziono ich do obozu koncentracyjnego Sachsenhausen w Oranienburgu.
- Sonderaktion w Częstochowie – akcja specjalna w Częstochowie.
- Sonderaktion Lublin – akcja specjalna, wymordowano 2 000 osób, w tym wielu duchownych[20].
- Sonderaktion Bürgerbräukeller – listopad 1939, akcja specjalna masowych aresztowań polskiej inteligencji w całym kraju, zatrzymano kilkaset osób.
- AB-aktion, Ausserordentliche Befriedungsaktion, Akcja AB – Nadzwyczajna Akcja Pacyfikacyjna przeprowadzona w okresie maj-lipiec 1940, masowe mordy na inteligencji, ok. 3 500 ofiar śmiertelnych, kolejna akcja wykonana według listy Sonderfahndungsbuch Polen.
- Generalsiedlungsplan – Generalny Plan Przesiedleńczy, w tym specjalny Nähplan (od września 1939).
- Planung und Aufbau im Osten – Plan Odbudowy Wschodu, od jesieni 1941.
- SS-Friedensbauprogramm – Program SS Budowy Pokoju, od grudnia 1941.
- Aktion, Einsatz Reinhardt – Operacja Reinhardt, od kwietnia 1942.
- W ramach Grosse Planung – Duży Plan, od czerwca 1942 – akcja wysiedleńcza ludności polskiej na Zamojszczyźnie, akcja germanizacyjna (niem. Wiedereindeutschung) w latach 1939-1945, akcja germanizacyjna Heuaktion z 1944, oraz szereg zbrodniczych rozkazów m.in. Kommissarbefehl z 6 czerwca 1941 (1 do 2 mln ofiar), a także system niemieckich obozów koncentracyjnych w Europie Środkowo-Wschodniej.

## Stan obecny
28 maja 2002 rada Wydziału Rolnictwa i Ogrodnictwa Uniwersytetu Humboldtów w Berlinie wydała oświadczenie, w związku z 60. rocznicą przekazania tekstu Generalnego Planu Wschodniego Reichsführerowi SS, Heinrichowi Himmlerowi – stwierdzając w nim m.in. :

Zgodnie z narodowosocjalistyczną teorią rasową, prawie cała polska ludność była uważana według Generalnego Planu Wschodniego za ludzi gorszej kategorii, niemożliwych do zniemczenia. Wśród Czechów, Słowenów i Francuzów do tej kategorii zaliczało się 50% ludności. 20-50 milionów ludzi miało zostać wykorzystanych do pracy przymusowej lub deportowanych na nieurodzajne tereny, co oznaczałoby dla nich de facto śmierć głodową.
Zalecenia Generalnego Planu Wschodniego nabrały kształtu od lat 1942/1943 po tym, jak jeszcze przed 1942 rokiem, przede wszystkim na okupowanych terenach Polski, setki tysięcy obywateli pochodzenia żydowskiego i polskiego zostało wypędzonych ze swoich mieszkań, umieszczonych w obozach pracy, lub zamordowanych. Szczególnie drastycznym przykładem był powiat Zamość, należący do okręgu lubelskiego. Wygnano tu 110 000 polskich cywilów z ich domów i mieszkań oraz zniszczono szereg wiosek, w celu przygotowania miejsca dla nowych osadników pochodzenia niemieckiego.
Z okazji dzisiejszej rocznicy kierujemy publicznie prośbę o wybaczenie do wszystkich zmarłych i żyjących jeszcze ofiar, którym zbrodniczy Generalny Plan Wschodni i jego skutki wyrządziły niepowetowaną krzywdę i prosimy o przyjęcie naszych przeprosin. Tym, którzy przeżyli, obiecujemy że wykorzystamy wszystkie możliwości, jakie gwarantuje nam nasze demokratyczne państwo, aby na zawsze uniemożliwić nadużywanie wrogich ludziom zdobyczy badań naukowych w dziedzinie rolnictwa.